# Ramón de la Fuente Muñiz
Ramón de la Fuente Muñiz (Ciudad de México, 29 de agosto de 1921 - ibidem, 31 de marzo de 2006) fue un reconocido médico mexicano. Formado como médico cirujano por la Universidad Nacional Autónoma de México (1939-1944) con estudios de posgrado en neuropsiquiatría por el Clarkson Hospital de la Universidad de Nebraska (1944-46) y el Belleveu Hospital de la Universidad de Nueva York (1946). Además realizó estudios de psicoanálisis en la UNAM donde se desempeñó como profesor desde 1961. Fue miembro de la Junta de Gobierno (1970-80).
El Dr. de la Fuente es conocido como fundador y director, desde 1979, del Instituto Mexicano de Psiquiatría que hoy día lleva su nombre. Es Autor de Psicología médica (1959). Editor de Psychiatry I y II (1972) y Angustia (1972).
Fue vicepresidente de la Asociación Psiquiátrica de América Latina (1954). Miembro fundador y presidente de la Asociación Psiquiátrica Mexicana (1966–70); vicepresidente de la Asociación Mundial de Psiquiatría (1971-76) y presidente de la Academia Nacional de Medicina (1973).
Fue nombrado Profesor Emérito de la Facultad de medicina de la UNAM en el año de 1983 y fue distinguido con el grado de doctor honoris causa por la UNAM en 1985. Fue miembro de El Colegio Nacional desde el 4 de abril de 1972. Fue esposo de la académica Beatriz de la Fuente y padre de Juan Ramón de la Fuente, exrector de la UNAM.